# Canton d'Auxerre-Sud-Ouest
Le canton d'Auxerre-Sud-Ouest est une division administrative française du département de l'Yonne.

## Composition
| Nom                       | Code Insee | Intercommunalité  | Superficie (km2) | Population (dernière pop. légale) | Densité (hab./km2) |
| ------------------------- | ---------- | ----------------- | ---------------- | --------------------------------- | ------------------ |
| Auxerre (chef-lieu)       | 89024      | CA de l'Auxerrois | 49,95            | 34 846 (2016)                     | 698                |
| Saint-Georges-sur-Baulche | 89346      | CA de l'Auxerrois | 9,60             | 3 301 (2014)                      | 344                |
| Villefargeau              | 89453      | CA de l'Auxerrois | 13,77            | 1 074 (2014)                      | 78                 |

Le canton ne comprend qu'une fraction de la commune d'Auxerre (5 601 habitants en 2011).

## Représentation

### Conseillers généraux du canton d'Auxerre-Ouest(1833 à 1973)
| Période        | Période          | Identité                                         | Étiquette   | Qualité |
| -------------- | ---------------- | ------------------------------------------------ | ----------- | --- |
| 1833           | 1848             | Edme Henri Gallois (1797-1885)                   |             | Vice-Président au Tribunal d'Auxerre Conseiller à la Cour d'Appel de Paris                                                                                               |
| 1848           | 1852             | Pierre-François Savatier-Laroche                 | Montagne    | Avoué et Avocat Conseiller municipal d'Auxerre, député (1849-1851) |
| 1852           | 1870 (décès)     | Baron François Martineau des Chesnez (1791-1870) |             | Général de Division- Officier Général 3 étoiles Maire d'Auxerre (1850-1865)                                                                                              |
| 1870           | 1871             | Hippolyte Ribière                                | Républicain | Avocat à Auxerre, nommé Préfet de l'Yonne |
| 1871           | 1883             | Jules Massot (1805-1899)                         | Républicain | Avocat, propriétaire à Saint-Georges-sur-Baulche Maire d'Auxerre (1871-1874 et 1876-1878)                                                                                |
| 1883           | 1889             | Emile Lorin                                      | Républicain | Architecte, maire d'Auxerre (1882-1884) |
| 1889           | 1901             | Alexandre Legrand                                | Rad.        | Avoué Maire d'Auxerre (1896-1900) |
| 1901           | 1924 (décès)     | Félix Milliaux                                   | Rad.        | Avocat Député (1905-1924) Maire d'Auxerre (1912-1919) |
| 1924           | 1940             | Fernand Bouquigny                                | Rad.        | Journaliste à Auxerre Président de la Société de secours mutuel La Prévoyance à Auxerre Ancien conseiller d'arrondissement du canton d'Auxerre-Est                       |
|                |                  |                                                  |             | |
| 1945           | 1958 (démission) | Jean Moreau                                      | CNIP        | Maire d'Auxerre (1947-1971) Député (1945-1958) Président du Conseil Général (1949-1958) Sous Secrétaire d'État (1947-1949) Secrétaire d'État (1952-1953) Ministre (1953) |
| 8 février 1959 | 1970             | Louis Lalande                                    | DVD         | Avocat, magistrat, bâtonnier du barreau d'Auxerre |
| 1970           | 1973             | Jean-Pierre Soisson                              | RI          | Conseiller référendaire à la Cour des comptes Député Maire d'Auxerre (1971-1998)                                                                                         |

### Conseillers d'arrondissement du canton d'Auxerre-Ouest (1833 à 1940)
| Période                                  | Période      | Identité                                       | Étiquette  | Qualité |
| ---------------------------------------- | ------------ | ---------------------------------------------- | ---------- | --- |
| 1833                                     | 1845 (décès) | Philippe Étienne Raveneau-Serizier (1774-1845) |            | Ancien juge de paix, maire d'Auxerre (1830-1841)                                                                |
| 1845                                     | 1848         | Alexandre Tambour                              |            | Avoué à Auxerre                                                                                                 |
| 1848                                     | 1852         | Jean-Louis Colleret (1790-1857)                |            | Ancien lieutenant-colonel de Dragons Propriétaire à Appoigny                                                    |
| 1852                                     | 1861         | Alexandre Tambour                              |            | Avoué au Tribunal d'Auxerre                                                                                     |
| 1861                                     | 1870         | Arthur Savatier-Laroche fils (1833-1889)       |            | Avocat à Auxerre Nommé Sous-Préfet de Sens en 1870                                                              |
| 1870                                     | 1883         | Mathieu Antoine Fondreton (1818-1885)          |            | Docteur-médecin à Chevannes, Président du Conseil d'arrondissement, Président de la Société médicale de l'Yonne |
| 1883                                     | 1895         | Jules Louis Fort-Mussot                        |            | Libraire, adjoint au maire d'Auxerre                                                                            |
| 1895                                     | 1910         | Albert Guyot (1858-1914)                       | Socialiste | Propriétaire cultivateur, maire d'Appoigny Nommé juge de paix à Pas-en-Artois (Pas-de-Calais) en 1910           |
| 1910                                     | 1928         | Gustave Léopold Rigollet                       | Radical    | Cultivateur, maire de Charbuy                                                                                   |
| 1928                                     | 1940         | Charles Duprey                                 |            | Bourrelier-sellier, maire de Monéteau                                                                           |
| Les données manquantes sont à compléter. |              |                                                |            | |
| 1940                                     |              |                                                |            | Les conseils d'arrondissement ont été suspendus par la loi du 12 octobre 1940 et n'ont jamais été réactivés     |

### Conseillers généraux du Canton d'Auxerre-Sud-Ouest (1973 à 2015)
| Période | Période | Identité            | Étiquette               | Qualité |
| ------- | ------- | ------------------- | ----------------------- | --- |
| 1973    | 1976    | Jean-Pierre Soisson | RI puis UDF             | Conseiller référendaire à la Cour des comptes Député (1968-1974, 1978, 1981-1988 et 1993-2012) Secrétaire d'État (1974-1977) Maire d'Auxerre (1971-1998)              |
| 1976    | 1982    | Étienne Louis       | PS                      | Président de l'association pour la défense de l'animation d'Auxerre                                                                                                   |
| 1982    | 1988    | Jean-Pierre Soisson | UDF puis MDR            | Député (1968-1974, 1978, 1981-1988 et 1993-2012) Ministre (1978-1981 et 1988-1993) Maire d'Auxerre (1971-1998) Président du Conseil Régional (1992-1993 et 1998-2004) |
| 1988    | 2008    | Hubert Moissenet    | UDF-PR puis DL puis UMP | Professeur retraité Maire de Saint-Georges-sur-Baulche (1978-2008) |
| 2008    | 2015    | Guy Paris           | PS                      | Cadre France-Télécom Adjoint au maire d'Auxerre |

## Démographie
| 1975 | 1982 | 1990  | 1999  | 2006  | 2011   | 2012   |
| ---- | ---- | ----- | ----- | ----- | ------ | ------ |
| -    | -    | 9 890 | 9 662 | 9 858 | 10 011 | 10 005 |